# Rêve et Réalité
Rêve et Réalité je francouzský němý film z roku 1901. Režisérem je Ferdinand Zecca (1864–1947). Film trvá necelou minutu a natočen byl 9. července 1901.
Film je považován za remake filmu Let Me Dream Again (1900) od George Alberta Smithe.

## Děj
Starý muž sedí vedle mladé a půvabné ženy, která je zahalena maskou a pláštěm. Muž jí obě věci sundá a ťukne si s ní sklenkou šampaňského vína. Poté, co se oba napijí, se muž rozhodne ženu políbit. Krátce nato zjistí, že to byl jen sen a že ve skutečnosti je v posteli vedle své staré a ošklivé manželky, která polibek ochotně vítá. Muž jí to rozmluví a oba se zase uloží ke spánku.